# Horsens Kommune
Horsens Kommune ist eine dänische Kommune in Jütland. Sie entstand am 1. Januar 2007 im Zuge der Kommunalreform durch Vereinigung der „alten“ Horsens Kommune mit den bisherigen Kommunen Gedved und Brædstrup (ohne den östlichen Teil des Voerladegård Sogn, der sich Skanderborg Kommune anschloss) im Vejle Amt.
Horsens Kommune besitzt eine Gesamtbevölkerung von 97.921 Einwohnern (Stand 1. Januar 2025) und eine Fläche von 519,40 km². Sie ist Teil der Region Midtjylland. Der Sitz der Verwaltung ist in Horsens.

## Geographie
Im Gemeindegebiet befindet sich der 170,77 m hohe Yding Skovhøj, die zweithöchste Erhebung Dänemarks, in nächster Nähe zum Møllehøj (170,86 m) und Ejer Bavnehøj (170,35 m), die beide in der Nachbargemeinde Skanderborg liegen.

## Kirchspielsgemeinden und Ortschaften in der Kommune
Auf dem Gemeindegebiet liegen die folgenden Kirchspielsgemeinden (dän.: Sogn) und Ortschaften mit über 200 Einwohnern  (byområder (dt.: „Stadtgebiete“) nach Definition der Statistikbehörde); Einwohnerzahl am 1. Januar 2025, bei einer eingetragenen Einwohnerzahl von Null hatte der Ort in der Vergangenheit mehr als 200 Einwohner:
| Sogn                | Einwohner | Ortschaft            | Einwohner   |
| ------------------- | --------- | -------------------- | ----------- |
| Brædstrup Sogn      | 3.985     | Brædstrup            | 3.967       |
| Endelave Sogn       | 147       |                      |             |
| Føvling Sogn        | 469       |                      |             |
| Gangsted Sogn       | 237       |                      |             |
| Grædstrup Sogn      | 824       | Grædstrup            | 210         |
| Hansted Sogn        | 4.488     | Egebjerg             | 3.226       |
| Hatting Sogn        | 2.958     | Hatting              | 2.074       |
| Kattrup Sogn        | 360       |                      |             |
| Klostersogn Sogn    | 13.847    |                      |             |
| Lundum Sogn         | 258       |                      |             |
| Nebel Sogn          | 313       |                      |             |
| Nim Sogn            | 964       | Nim                  | 777         |
| Sønder Vissing Sogn | 1.082     | Sønder Vissing       | 431         |
| Sønderbro Sogn      | 7.567     |                      |             |
| Søvind Sogn         | 1.581     | Søvind               | 1.075       |
| Tamdrup Sogn        | 5.186     | Lund                 | 3.274       |
| Tolstrup Sogn       | 2.741     | Gedved               | 2.459       |
| Torsted Sogn        | 9.964     |                      |             |
| Træden Sogn         | 335       | Træden               | < 200       |
| Tyrsted Sogn        | 12.536    |                      |             |
| Tyrsting Sogn       | 201       |                      |             |
| Tønning Sogn        | 613       |                      |             |
| Underup Sogn        | 288       |                      |             |
| Uth Sogn            | 791       | Sejet                | 391         |
| Vedslet Sogn        | 481       | Grumstrup            | 232         |
| Voerladegård Sogn   | 909       |                      |             |
| Vor Frelsers Sogn   | 12.077    |                      |             |
| Vær Sogn            | 6.411     | Haldrup              | 322         |
| Yding Sogn          | 442       |                      |             |
| Ørridslev Sogn      | 3.139     | Hovedgård Tvingstrup | 2.355 548   |
| Østbirk Sogn        | 3.699     | Vestbirk Østbirk     | < 200 2.644 |
|                     |           | Horsens              | 64.418      |

1. 1 2  Vestbirk hatte 2008 erstmals weniger als 200 Einwohner, bei Træden war das erstmals 2020 der Fall.
2. ↑  Voerladegård Sogn liegt zum größten Teil auf dem Gebiet der Skanderborg Kommune.

## Politik

### Kommunalrat
In Dänemark wird für die gesamte Kommune, also für alle Bewohner und somit alle in der Kommune liegenden Städte, Orte, Dörfer und Landgebiete, ein gemeinsamer Bürgermeister und ein repräsentatives Gremium, der Kommunalrat (dän. Kommunalbestyrelse, auch Byråd), gewählt.
- Ø: 1
- SF: 1
- A: 12
- B: 1
- I: 1
- V: 5
- C: 3
- O: 1
- NB: 1
- Parteilose: 1

Stand: Juni 2025, Quelle:

## Partnerstädte
Die Horsens Kommune unterhält folgende Städtepartnerschaften:
- Finnland: Nokia[7]
- Schweden: Karlstad[7]
- Norwegen: Moss[7]
- Island: Blönduós[7]
- Volksrepublik China: Chengdu[8]